# Заблоце-Кольонія
Заблоце-Кольонія (пол. Zabłocie-Kolonia) — село в Польщі, у гміні Кодень Більського повіту Люблінського воєводства.
Населення — 50 осіб (2011).
У 1975-1998 роках село належало до Білопідляського воєводства.

## Демографія
Демографічна структура станом на 31 березня 2011 року:
|          | Загалом | Допрацездатний вік | Працездатний вік | Постпрацездатний вік |
| -------- | ------- | ------------------ | ---------------- | -------------------- |
| Чоловіки | 28      | 1                  | 22               | 5                    |
| Жінки    | 22      | 1                  | 14               | 7                    |
| Разом    | 50      | 2                  | 36               | 12                   |